# Cal Paraire (Granera)
Cal Paraire és una casa del poble de Granera, en el terme municipal del mateix nom, a la comarca del Moianès. Pertany a la parròquia de Sant Martí de Granera. És a 799 metres d'altitud en el Barri del Castell, dessota del Castell de Granera, al començament del tram superior del carrer del Castell. S'hi accedeix pel carrer únic del barri del Castell; es pot arribar en vehicle fins als peus mateix de la casa. Cal Paraire ha estat des de sempre un referent en la vida de Granera; deu el nom al paraire que s'hi establí ja a l'edat moderna: la casa acollia una activitat preindustrial establerta en un moment de creixement econòmic del poble i de la comarca. Més tard, ja durant el segle XX Cal Paraire, que fou molts anys la casa de l'alcalde, tenia l'únic telèfon del poble, de caràcter públic.

Cal Paraire, respecte del poble i terme de Granera